# Michael Schär
Michael Schär (født 29. september 1986) er en schweizisk forhenværende professionel cykelrytter og nu sportsdirektør på Lidl-Trek.